# Isómero nuclear
Un isómero nuclear es un estado metaestable de un núcleo atómico, producido por la excitación de uno o más de sus nucleones (protones o neutrones). El término "metaestable" se refiere al hecho de que estos estados excitados tienen una vida media de más de 100 a 1000 veces la vida media de los estados nucleares excitados que se desintegran con una media vida corta (generalmente del orden de 10 -12 segundos). Como resultado de ello, el término "metaestable" queda restringido a los isómeros con vidas medias de 10 -9 segundos o más. Algunas fuentes recomiendan 5×10 -9 s para distinguir la isomería metaestable de la normal.
Existen isómeros cuyas vidas medias son muy largas, llegando a medirse en minutos, horas e incluso años. Un caso muy notable es el 180m
73Ta, cuya vida media es tan larga que nunca se le ha observado decaer (por lo menos 1015 años). A veces, al decaimiento gamma de un estado metaestable se le da el nombre especial de transición isomérica, pero salvo por el carácter temporal del isómero nuclear meta-estable monoparental, este proceso se asemeja a las desintegraciones gamma de corta duración en todos los aspectos externos. Las vidas más largas de isómeros nucleares (estados metaestables) se deben a menudo al mayor grado de variación del espín nuclear involucrado en la emisión gamma para alcanzar el estado fundamental. Este necesidad de altas variaciones de espín dificulta estas desintegraciones y, por lo tanto, las retrasa. Sin embargo, otras razones para la demora en la emisión, como la energía de desintegración disponible baja o alta, también tienen efectos sobre la media vida.
El primer sistema de isómero y decadencia-hija nuclear (uranio X2/uranio Z, ahora conocido como 234m
91Pa/234
91Pa) fue descubierto por Otto Hahn en 1921.

## Introducción
Un elemento químico está definido por el número de protones de su núcleo, y los isótopos de un elemento se distinguen por la diferencia del número de neutrones. 

## Isómeros metaestables
Los isómeros metaestables se pueden producir por fusión nuclear u otras reacciones nucleares. Un núcleo producido de esta manera, generalmente comienza a existir en un estado excitado, que se desexcita mediante la emisión de uno o más rayos gamma (o, de forma equivalente, mediante conversión electrónica). Esta desexcitación se produce normalmente en un tiempo inferior a un picosegundo. Sin embargo, algunas veces sucede que la desexcitación hasta el estado base no se produce tan rápidamente. Generalmente esto ocurre por la formación de un estado excitado intermedio con un espín diferente a aquel del estado base. La emisión de radiación gamma se ve dificultada (respecto a los espines de los dos estados son similares) si el espín del estado final varía significativamente de aquel del estado inicial, especialmente si la energía de excitación es baja. En este caso, el estado excitado es un buen candidato a ser metaestable, si no existen otros estados con espín intermedio con energías de excitación menores que la del estado metaestable potencial.
Los isómeros metaestables de un isótopo particular se representan normalmente con una "m" (o, en el caso de isótopos con más de uno, 2m, 3m y así sucesivamente). Esta letra se sitúa normalmente después del símbolo atómico y número atómico (por ejemplo, Co-58m), pero algunas veces se puede ver antes como un superíndice (por ejemplo, 58mCo). 
Un tipo diferente de estado nuclear (isómero) es el  isómero de fisión o isómero de forma.  La mayoría de los núcleos de actínidos no son esféricos en sus estados base, sino esferoidales -- con un eje de simetría más de largo que los otros (similares a un balón de fútbol americano o rugbi, aunque generalmente no tan elongados. Sin embargo la elongación de algunos isómeros puede llegar a ser mayor y parecerse más a un balón de rugbi) Cuanto mayor es la diferencia de estos isómeros, respecto a la esfericidad, mayor es la dificultad para la desexcitación al estado base nuclear. En general estos estados de-excitan al estado base (pero más lentamente que un estado excitado “ordinario”) o experimentan fisión espontánea con  vidas medias del orden de nanosegundos o microsegundos. Un tiempo aún muchos órdenes de magnitud mayor que el período de un estado excitado nuclear ordinario. Los isómeros de la fisión se denotan generalmente con una posdata o un exponente “f” en lugar de “m,” de modo que un isómero de la fisión, por ejemplo el plutonio 240 se denota como Pu-240f o 240fPu.

## Isómeros casi estables
La mayoría de los isómeros nucleares son muy inestables y radian la energía extra de forma casi inmediata (del orden de 10-12 segundos). Como resultado el término normalmente se restringe a isómeros con vidas medias de 10-9 segundos o más. La Mecánica cuántica predice que ciertas especies atómicas tienen isómeros con vidas inusualmente largas, incluso bajo la restricción anteriormente mencionada, lo que les otorga propiedades interesantes. Por definición no existe isómero que pueda denominarse “estable”, sin embargo, algunos tienen una vida suficientemente larga como para ser “casi” estables y pueden ser producidos y observados en cantidades apreciables.
El único isómero casi-estable que existe de forma natural es el Ta-180m que está presente en la muestras de tántalo en aproximadamente 1 parte en 8300. Su vida media es al menos de 1015 años, mayor que la edad del universo. Esta notoria persistencia se explica por el hecho de su baja energía de excitación y que ambas posibilidades de decaimiento: gamma hacia el estado base del Ta-180 (que es radiactivo y con una vida media no muy larga) y el decaimiento beta hacia el hafnio o wolframio están restringidas por la diferencia de espines. El origen de este isómero es desconocido, aunque se cree que se ha formado en explosiones de supernovas (como la mayoría de los elementos pesados). Cuando decae hacia el estado base, se libera un fotón energético, con una energía de 75keV. En 1988,  Collins mostró que al Ta-180m se le puede forzar a liberar su energía de forma inducida por rayos X débiles. Después de 11 años de controversia, sus resultados fueron confirmados en 1999 por Belic y sus colaboradores en el grupo de física nuclear de Stuttgart. 4
Otro relativamente estable isómero nuclear (con una vida media de 31 años) en el hafnio-178m2 que tiene una energía de excitación mayor que la cualquier otro isómero de vida larga comparable. Un gramo de Hf-178m2 puro contiene aproximadamente 1330 megajulios de energía, el equivalente de la energía explosiva de 317 kilogramos de TNT. Además, “toda” esa energía se libera como rayos gamma de 2.45 MeV. De igual modo que con el Ta-180m, existen informes discutidos sobre la posible liberación de su energía de forma estimulada, lo que ha llevado al estudio de la sustancia como una posible fuente de Láseres de rayos gamma. Estos informes también indican que la energía se libera muy rápidamente, por lo que el Hf-172-m2 puede producir potencias extremadamente altas (del orden de exavatios). Otros isómeros también han sido investigados como posibles materiales para la emisión estimulada de rayos gamma.

## Aplicaciones
Esos isómeros de hafnio y tántalo han sido considerados por algunos como armas para eluidir el Tratado de No Proliferación Nuclear, ya que pueden ser inducidos a emitir radiación gamma muy poderosa.  DARPA tiene o ha tenido un programa de investigación para el posible uso de ambos isómeros. De cualquier modo, dado la diferencia de velocidades entre los fotones y neutrones, no se les puede inducir a una reacción en cadena como a las armas nucleares, por lo que probablemente nunca exista dicha arma. Ta-180m es una de las sustancias más caras de obtener, con un coste aproximado de 17 millones de dólares por gramo. En 1999, el suministro mundial de Ta-180m era de sólo 6.7 miligramos.
Los isómeros de Tecnecio Tc-99m (con una vida media de 6.01 horas) y Tc.95m (con una vida media de 61 días)  se utilizan en aplicaciones médicas e industriales.

## Proceso de desintegración
La desintegración de los isómeros a los estados de energía más baja puede producirse mediante dos transiciones isoméricas:
1. Emisión de rayos gamma (γ), emisión de fotones de energía alta.
2. Captura electrónica, donde la energía se utiliza para ionizar al átomo.